# Joanne Peters
Joanne Peters (Newcastle, 11 de março de 1979) é uma futebolista australiana que atua como meia. Atualmente, joga pelo Newcastle Jets.

## Carreira
Joanne Peters representou a Seleção Australiana de Futebol Feminino, nas Olimpíadas de 2004. 